# Гранпре (кантон)
Гранпре́ (фр. Grandpré) — кантон во Франции, находится в регионе Шампань — Арденны, департамент Арденны. Входит в состав округа Вузье.
Код INSEE кантона — 0812. Всего в кантон Гранпре входит 18 коммун, из них главной коммуной является Гранпре.

## Коммуны кантона
| Коммуна           | Население, чел. (1999) | Почтовый индекс | Код INSEE |
| ----------------- | ---------------------- | --------------- | --------- |
| Апремон           | 118                    | 08250           | 08017     |
| Беффю-э-ле-Мортом | 54                     | 08250           | 08056     |
| Грандан           | 49                     | 08250           | 08197     |
| Гранпре           | 518                    | 08250           | 08198     |
| Корне             | 86                     | 08250           | 08131     |
| Лансон            | 40                     | 08250           | 08245     |
| Марк              | 103                    | 08250           | 08274     |
| Мурон             | 79                     | 08250           | 08310     |
| Олизи-Прима       | 205                    | 08250           | 08333     |
| Сен-Жювен         | 129                    | 08250           | 08383     |
| Сенюк             | 142                    | 08250           | 08412     |
| Сомранс           | 52                     | 08250           | 08425     |
| Терм              | 138                    | 08250           | 08441     |
| Флевиль           | 102                    | 08250           | 08171     |
| Шампиньёль        | 64                     | 08250           | 08098     |
| Шатель-Шеэри      | 140                    | 08250           | 08109     |
| Шевьер            | 44                     | 08250           | 08120     |
| Эксермон          | 32                     | 08250           | 08161     |

## Население
Население кантона на 1999 год составляло 2 095 человек.
| 1962  | 1968  | 1975  | 1982  | 1990  | 1999  | 2006 | 2007 | 2008 |
| ----- | ----- | ----- | ----- | ----- | ----- | ---- | ---- | ---- |
| 2 673 | 3 013 | 2 561 | 2 350 | 2 165 | 2 095 | —    | —    | —    |